# Lemoore
Lemoore ist eine Stadt im Kings County im US-Bundesstaat Kalifornien, Vereinigte Staaten mit 25.000 Einwohnern (Stand: 2014). Das Stadtgebiet hat eine Größe von 21,9 km².
In der Nähe der Stadt befindet sich die Naval Air Station Lemoore.

## Persönlichkeiten
- Michael Allen Baker (* 1953), Astronaut, besuchte die High School in Lemoore
- Richard Neutra (1892–1970), österreichischer Architekt, entwarf eine Schule in der Naval Air Station, heute „Neutra Elementary School“
- William Anthony Oefelein (* 1965), Astronaut, war beim 146. Kampfgeschwader (VFA-146) in der Naval Air Station stationiert
- Scott C. Roe (* 1970), Schauspieler, Stuntman und Synchronsprecher
- James Donald Wetherbee (* 1952), Astronaut, war in der Naval Air Station stationiert